# Roelygte
En roelygte er en udskåret (sukker)roe med lys i, som om efteråret stilles ud i de mørke aftener. Den kan sammenlignes med den amerikanske græskar-lygte, som i nyere tid er blevet udbredt i Danmark. Visse danske egne har optegnelser om roelygter tilbage fra begyndelsen af 1900-tallet.
| Historie | Spire Denne historieartikel er en spire som bør udbygges. Du er velkommen til at hjælpe Wikipedia ved at udvide den. |